# 1994 en hockey sur glace
Cette page présente les éléments de hockey sur glace de l'année 1994, que ce soit d'un point de vue rencontres internationales ou championnats nationaux. Les grandes dates des différentes compétitions sont données ainsi que les décès de personnalités du hockey mondial.

## Amérique du Nord

### East Coast Hockey League
- Le Storm de Toledo remporte la coupe Riley pour la seconde fois.

## International

### Jeux Olympiques
La Suède est championne olympique pour la première fois de son histoire.